# Lóbulo (anatomía)
En anatomía, lóbulo es el nombre que se le da a la parte inferior, carnosa y redondeada de la oreja.  También se refiere a la parte redondeada y saliente de un órgano de un ser vivo que marca su división de las demás partes por un pliegue profundo o hendidura de su superficie, como pueden ser los lóbulos pulmonares (el pulmón derecho está dividido en tres partes o lóbulos: Lóbulo superior, lóbulo medio, lóbulo inferior y es más grande que el izquierdo, que tiene solamente dos) o los lóbulos cerebrales (son 4: frontal, parietal, temporal, occipital).

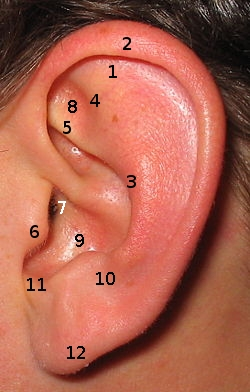
Lóbulo de la oreja (12)

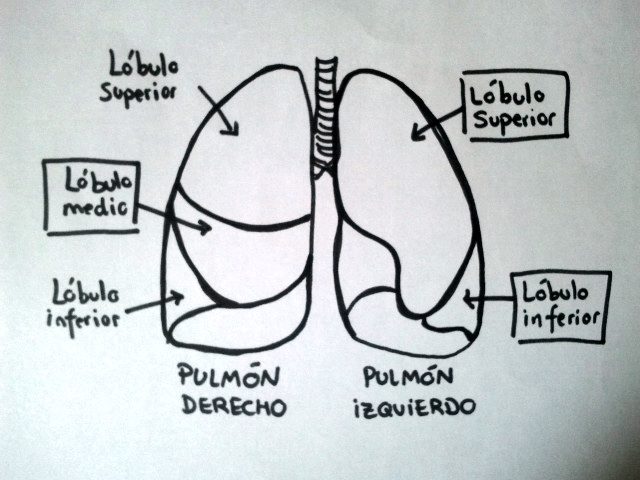
Distribución de los distintos lóbulos de los pulmones

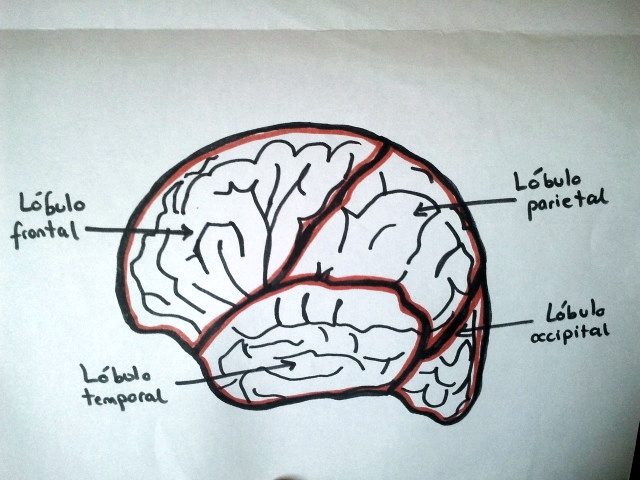
Distribución de los lóbulos del cerebro

## Ejemplos de lóbulos
- Los cuatro lóbulos principales del cerebro
  - el lóbulo frontal
  - el lóbulo parietal
  - el lóbulo occipital
  - el lóbulo temporal
- Los tres lóbulos del cerebelo humano
  - el lóbulo floculonodular
  - el lóbulo anterior
  - el lóbulo posterior
- Los dos lóbulos del timo
- Los dos y tres lóbulos del pulmón
  - Pulmón izquierdo: superior e inferior.
  - Pulmón derecho: superior, medio e inferior.
- Los cuatro lóbulos del hígado
  - Lóbulo izquierdo del hígado
  - Lóbulo derecho del hígado
  - Lóbulo cuadrado del hígado
  - lóbulo caudado del hígado
- Los lóbulos renales del riñón
- los lóbulos testículares de los testículos.
- los lóbulos de la glándula mamaria